# 4 août 2009
Le mardi 4 août 2009 est le 216e jour de l'année 2009.

## Décès
- Hirotugu Akaike (né le 5 novembre 1927), statisticien japonais
- Svend Auken (né le 24 mai 1943), homme politique danois
- Mbah Surip (né le 6 mai 1957), chanteur indonésien

## Autres événements
- Sortie en DVD des films :
  - En cloque mais pas trop
  - Volt, star malgré lui